# 오버더빙
오버더빙(Overdubbing, 오버덥(overdub)의 제작 과정을 뜻한다)는 음향녹음에서 사용되는 기술이다. 연주자는 보통 녹음실에서 헤드폰으로 기존에 녹음된 연주를 들으면서 그 음원과 동시에 새로운 연주를 하여 녹음한다. 이 "덥"들이 파이널 믹스에서 결합된 상태로 포함되는 것을 목표로 한다. 노래에 리듬 섹션(일반적으로 드럼을 포함한다)의 트래킹(다른 말로 "기본 트랙에 쌓아올리기")을 완료한 다음에 오버더빙을 진행한다(건반악기 또는 기타 등의 솔로 기악을 우선하며 그 뒤에 최종 보컬을 입힌다). 오버더빙은 1960년대 초반부터 대중음악의 녹음에서 표준적인 기술이었다. 현대에서는 기본적인 녹음 장비, 또는 사운드 카드가 탑재된 보통 PC로 디지털 오디오 워크스테이션 소프트웨어를 사용해 손쉽게 활용이 가능하다.

## 같이 보기
- 오토튠